# Покок, Джордж
Сэр Джордж Покок (англ. George Pocock; 6 марта 1706 — 3 апреля 1792) — британский адмирал XVIII века.

## Биография
В 1718 году поступил волонтером на линейный корабль Superb. плавал в разных морях, в том числе особенно долго в Вест-Индии, участвуя здесь в ряде войн с Испанией и Францией.
В 1754 году переведен в Ост-Индию, на эскадру адмирала Чарльза Уотсона, командиром 58-и пушечного корабля Cumberland. Эта эскадра содействовала генералу Клайву в завоевании Бенгалии. После смерти Уотсона в 1757 году, Покок в звании контр-адмирала (получил его в 1755 году) вступил в командование Ост-Индской эскадрой, силы которой, после присоединения к ней кораблей комондора Стивенса в 1758 году, достигли 7 линейных кораблей.
Тем временем французская эскадра адмирала д’Аше, усиленная 5-ю плохо вооруженными кораблями, прибывшими из Франции и везшая губернатора французских владений в Индии графа де Лалли-Толендаль, вместе с подкреплениями для гарнизона Пондишери, прибыла в Карикал 26 апреля 1758 года. Несмотря на серьёзные повреждения, полученные кораблями во время перехода с острова Иль-де-Франс, д’Аше решил использовать выгоду внезапного появления у Коромандельских берегов и взять Куддалор.
Покок, находившийся в Мадрасе, узнав о появлении французов, вышел в море и встретил их у Куддалора, дав нерешительное сражение, после которого обе стороны отошли на ремонт: англичане в Мадрас, французы — в Пондишери. По окончании ремонта, Покок вышел к Пондишери, но не принял сражения, со снимавшейся с якоря французской эскадрой, чем дал возможность д’Аше на следующий день, 2 июня, взять форт Святого Давида, а за ним и сам Куддалор.
27 июля, когда французская эскадра стояла на рейде Пондишери, Покок вновь появился перед этим городом. Д’Аше вышел навстречу англичанам. После нескольких дней маневрирования. 3 августа произошел бой на широте Негапатама. В этом сражении, оба противника, имеющие почти одинаковые силы одинаково и пострадали, но Покок вернулся в Мадрас, а д’Аше, не имея возможности устранить повреждения ни в одной из французских колоний Индии, был вынужден идти на остров Иль-де-Франс.
В следующем году, когда д’Аше вновь появился в Бенгальском заливе, Покок встретил его 10 сентября на широте Порто-Ново (в 10 милях южнее Пондишери). В последующем сражении, Покок нанес французам жестокое поражение, после которого, д’Аше, не имевший базы в Ост-Индии был вынужден снова покинуть бенгальские воды, а это дало англичанам возможность захватить все французские владения на Коромандельском и Малабарском берегах.
Успех этой кампании англичане приписывают Пококу, который после возвращения на Родину, был награждён орденом Бани и произведен в адмиралы.
В 1762 году Покок снова командует морскими силами в экспедиции против Гаваны, осада которой длилась с 7 июня по 13 августа. Взятие этого города приписывают в большей части энергии и разумной поддержке, оказанной Пококом осаждавшим Гавану войскам.
Заслуги Покока в борьбе за колонии на второстепенных театрах и с малыми силами высоко ценятся англичанами, поставившими ему памятник в Вестминстерском аббатстве. Напротив, французские историки находят славу Покока преувеличенной и свои неудачи приписывают стратегической обстановке, сложившейся для них крайне неблагоприятно.